# Pannotia

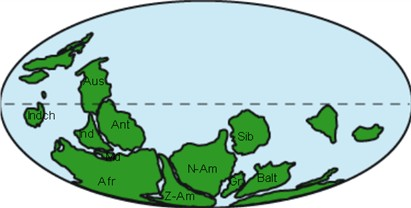
Pannotia

Pannotia is een supercontinent waarvan het bestaan betwist wordt. Het zou bestaan hebben van ongeveer 600 miljoen jaar geleden tot ongeveer 540 miljoen jaar geleden, gedurende het Ediacarium. Het werd voor het eerst beschreven in 1997 door Ian Dalziel.
Zo ongeveer 600 miljoen jaar geleden kwam het Nigerblok tussen West- en Oost-Gondwana klem te zitten waarbij Gondwana werd gevormd. In de buurt van de zuidpool raakten Gondwana en Laurazië elkaar bijna. Kritiek zijn de posities van het Siberisch Kraton en Baltica op dat moment. Onduidelijk is of deze dicht genoeg tegen de andere continenten aan lagen om een supercontinent te vormen.
Pannotia bestond in ieder geval kort. De botsingen welke Pannotia gevormd moeten hebben waren "schampende" botsingen en de continenten waaruit Pannotia bestond, hadden al actieve slenkvorming. 540 miljoen jaar geleden brak Pannotia uiteen in Laurentië, Baltica, Siberisch Craton en Gondwana.